# Gonzalo Longo
Gonzalo Matías Longo Elia (Buenos Aires, 14 de marzo de 1974) es un exjugador argentino de rugby que se desempeñó en la posición de octavo. Surgió en el Club San Fernando, pasando luego al San Isidro Club, donde debuta en primera a la edad de 18 años. Jugó profesionalmente en Francia hasta 2007 y también representó a los Pumas de 1999 a 2007.
En 2002, Longo fue condecorado con el Olimpia de Plata en la categoría de rugby y en 2010 obtuvo el Premio Konex - Diploma al Mérito como uno de los 5 mejores rugbistas de la década de la Argentina junto a Agustín Pichot, Felipe Contepomi, Patricio Albacete e Ignacio Corleto.

## Palmarés
- Campeón de la European Challenge Cup de 2006/07.
- Campeón del Torneo Nacional de Clubes de 1993, 1994 y 2008.
- Campeón del Torneo de la URBA de 1993, 1994, 1997 y 1999.

## Participaciones en Copas del Mundo
Longo jugó su primer Mundial en Gales 1999, Argentina inauguró el mundial ante Gales, siendo derrotado 23-18. Argentina saldría calificado mejor tercero en la fase de grupos, superando por primera vez dicha etapa y debería jugar un play-off contra Irlanda para clasificar a cuartos de final; los Pumas triunfarían 24-28 y luego serían eliminados del mundial por Les Blues. Cuatro años más tarde, llegó Australia 2003 donde los Pumas no pudieron vencer al XV del trébol en un duelo clave por la clasificación a cuartos de final. Finalmente disputó el Mundial de Francia 2007, en el cual Longo mostró un tremendo desempeño al igual que sus compañeros; Argentina venció a Francia en la inauguración del torneo y le seguirían victorias ante Georgia, Namibia e Irlanda para ganar su grupo. En Cuartos de final vencerían a Escocia y Longo marcaría su único y el considerado try más importante en la historia de los Pumas para llegar por primera (y única hasta hoy) vez a Semifinales donde enfrentaron a los eventuales campeones mundiales, los Springboks, siendo la única derrota en el torneo. Argentina enfrentó nuevamente a Les Blues por el tercer lugar del Mundial, una vez más Los Pumas triunfaron 10-34. Se retiró de la selección Argentina en este partido.
| Mundial                       | Sede      | Resultado        | PJ | Tries |
| ----------------------------- | --------- | ---------------- | -- | ----- |
| Copa Mundial de Rugby de 1999 | Gales     | Cuartos de final | 4  | 0     |
| Copa Mundial de Rugby de 2003 | Australia | Primera fase     | 4  | 0     |
| Copa Mundial de Rugby de 2007 | Francia   | Tercer puesto    | 4  | 1     |